# Christian von Pentz
Christian rigsgreve von Pentz (ca. 1600 – september 1651 i Flensborg) var en tysk guvernør og rigsgreve i dansk tjeneste. Han blev knyttet til Christian IVs hof som hofjunker i 1627-29.
I 1630 blev han udnævnt til guvernør i Glückstadt og han kom i de følgende år til at præge dansk udenrigspolitik. Pentz giftede sig med kongens datter Sophie Elisabeth Christiansdatter i 1634 under det store bilager, men ægteskabet udviklede sig til at blive særdeles ulykkeligt. Etter Christian IVs død blev han afskediget som guvernør af Frederik III. De sidste år af sit liv var Pentz præget af psykiske problemer, og dele af tiden blev han spærret inde i et rum.
Christian von Pentz var medlem af Det Frugtbringende Selskab og modtager af Elefantordenen.